# Delarbrea paradoxa
Delarbrea paradoxa é uma espécie de Delarbrea.

## Sinônimos
- Aralia concinna W.Bull ex W.Richards
- Delarbrea lauterbachii Harms
- Delarbrea spectabilis Linden & André